# Kocelovické pastviny
Kocelovické pastviny este o arie protejată (arie specială de conservare — SAC, sit de importanță comunitară — SCI) din Republica Cehă întinsă pe o suprafață de 2,15 ha, integral pe uscat.

## Localizare
Centrul sitului Kocelovické pastviny este situat la coordonatele 49°28′28″N 13°49′28″E / 49.474444°N 13.824444°E.

## Înființare
Situl Kocelovické pastviny a fost declarat sit de importanță comunitară în noiembrie 2009 pentru a proteja un număr necunoscut de specii din flora spontană și fauna sălbatică aflate în arealul zonei. Situl a fost protejat și ca arie specială de conservare în mai 2018.

## Biodiversitate
Situată în ecoregiunea continentală, aria protejată conține 1 habitat natural: Pajiști cu Molinia pe soluri calcaroase, turboase sau argilos-nămoloase (Molinion caeruleae).
La baza desemnării sitului se află un număr nedeclarat de specii protejate.